# Krystian Czernichowski
Krystian Jacek Czernichowski (Leopoli, 6 febbraio 1930 – Lussemburgo, 13 novembre 2014) è stato un cestista polacco.

## Palmarès
- Campionato polacco: 3

Wisła Cracovia: 1961-62, 1963-64, 1967-68